# Бродус (Тексас)
Бродус (енгл. Broaddus) град је у америчкој савезној држави Тексас. По попису становништва из 2010. у њему је живело 207 становника.

## Демографија
Према попису становништва из 2010. у граду је живело 207 становника, што је 18 (9,5%) становника више него 2000. године.
| Група             | 2000.       | 2010.       |
| Белци             | 184 (97,4%) | 196 (94,7%) |
| Афроамериканци    | 0 (0,0%)    | 0 (0,0%)    |
| Азијати           | 0 (0,0%)    | 0 (0,0%)    |
| Хиспаноамериканци | 4 (2,1%)    | 6 (2,9%)    |
| Укупно            | 189         | 207         |